# The Best of Deicide
The Best of Deicide – album kompilacyjny deathmetalowego zespołu Deicide, zawierający wybór utworów z albumów studyjnych nagranych dla wytwórni Roadrunner Records. Płyta ukazała się 23 września 2003 roku i jest to ostatni album Deicide wydany przez Roadrunnera. W 2002 roku zespół podpisał kontrakt z Earache.

## Lista utworów
1. "Dead by Dawn" – 3:55
2. "Carnage in the Temple of the Damned" – 3:32
3. "Lunatic of God's Creation" – 2:40
4. "Sacrificial Suicide" – 2:52
5. "Crucifixation" – 3:49
6. "Satan Spawn, the Caco-Daemon" – 4:26
7. "Trifixion" – 2:59
8. "In Hell I Burn" – 4:37
9. "Dead But Dreaming" – 3:13
10. "Once Upon the Cross" – 3:34
11. "They Are the Children of the Underworld" – 3:09
12. "When Satan Rules His World" – 2:53
13. "Trick or Betrayed" – 2:25
14. "Behind the Light Thou Shall Rise" – 2:59
15. "Serpents of the Light" – 3:03
16. "Bastards of Christ" – 2:48
17. "Blame It on God" – 2:43
18. "This is Hell We're In" – 2:49
19. "Bible Basher" – 2:23
20. "Standing in the Flames" – 3:33
  - Utwory 1–5 pochodzą z albumu Deicide (1990).
  - Utwory 6–9 pochodzą z albumu Legion (1992).
  - Utwory 10–14 pochodzą z albumu Once Upon the Cross (1995).
  - Utwory 15–18 pochodzą z albumu Serpents of the Light (1997).
  - Utwory 19–20 pochodzą z albumu Insineratehymn (2000).

## Twórcy
- Glen Benton – śpiew, gitara basowa
- Brian Hoffman – gitara
- Eric Hoffman – gitara
- Steve Asheim – perkusja